# آواتک
آواتک (انگلیسی: Avatech) یک شتاب‌دهنده استارتاپ ایرانی است که در ۳۰ مهر ماه ۱۳۹۳ شروع به کار کرد. آواتک هر سال دو دوره شتاب‌دهی ۶ ماهه را اجرا می‌کند و در هر دوره ۲۰ تیم را شتاب‌دهی می‌کند.

## ادغام آواتک و شتابدهنده‌های دیگرسرآوا
در شهریور ماه ۹۶ چندین شتابدهنده ثبت شده توسط مجموعه سرآوا با یک عنوان مشترک با و با نام «کارخانه نوآوری هم‌آوا» در هم ادغام شدند. با ادغام شرکت‌های آواتک، شزان، نوآوا و زاویه در هم آوا، پس از آن هم‌آوا شرکت مادر خواهد بود و سایر استارتاپ‌های زیرمجموعه‌های فعال هم با نام هم آوا قرارداد منعقد خواهند کرد.